# فرهنگ زندگی‌نامه ملی
فرهنگ زندگی‌نامه ملی (به انگلیسی: Dictionary of National Biography (DNB)) اثری استاندارد و مرجع است که در مورد شخصیت‌های برجسته تاریخ بریتانیا نوشته شده‌است و از سال ۱۸۸۵ منتشر شده‌است. فرهنگ لغت به روز شده زندگی‌نامه ملی آکسفورد در ۲۳ سپتامبر ۲۰۰۴ در ۶۰ جلد و به صورت آنلاین منتشر شد، این مجموعه آنلاین ۵۰۱۱۳ مقاله بیوگرافی دارد که زندگی ۵۴۹۲۲ نفر را پوشش می‌دهد.

## مطالب سری اول
ناشر این مجموعه جورج اسمیت (۱۸۲۴–۱۹۰۱)، از طریق شرکت اسمیت، الدر و شرکا، در سال ۱۸۸۲ به تقلید از مجموعه‌های بیوگرافی ملی منتشر شده در سایر نقاط اروپا، مانند بیوگرافی عمومی آلمان (۱۸۷۵)، دست به طراحی دایره المعارفی زد که شامل مدخل‌های بیوگرافی افرادی از سراسر دنیا باشد. او از لزلی استفن، سردبیر آن زمان مجله کورن هیل، متعلق به جورج اسمیت، خواست تا سردبیر این مجموعه شود. در نتیجه لزلی استفن، جورج اسمیت را متقاعد کرد که طرح باید تنها بر موضوعاتی از بریتانیا و مستعمرات کنونی و سابق آن متمرکز شود. عنوان کار اولیه بیوگرافی بریتانیکا، که نام یک اثر مرجع کلاسیک اوایل قرن هجدهم بود.
جلد اول دیکشنری بیوگرافی ملی در ۱ ژانویه ۱۸۸۵ منتشر شد. در ماه مه ۱۸۹۱ لسلی استفن استعفا داد و سیدنی لی، دستیار سردبیر استفن از ابتدای پروژه، جانشین او به عنوان سردبیر شد. یک تیم اختصاصی از ویراستاران فرعی و محققان زیر نظر استفان و لی کار می‌کردند، این نیروها متشکل از روزنامه‌نگاران کهنه‌کار تا پژوهشگران جوانی بودند که تجربیات آکادمیک خود را بر روی مقالات این دایرةالمعارف خرج می‌کردند، در زمانی که تحقیقات تاریخی تحصیلات تکمیلی در دانشگاه‌های بریتانیا هنوز در مراحل اولیه بود و در حالی که بسیاری از فرهنگ لغت در داخل کشور نوشته شده بود، DNB به مشارکت کنندگان خارجی متکی بود که شامل چندین نویسنده و محقق معتبر اواخر قرن نوزدهم بودند. تا سال ۱۹۰۰، بیش از ۷۰۰ نفر در این کار مشارکت داشتند. مجلدهای متوالی به صورت فصلی با دقت کامل تا اواسط تابستان ۱۹۰۰، یعنی زمانی که این مجموعه با جلد ۶۳ بسته شد منتشر شد. سال انتشار، ویراستار و دامنه اسامی هر جلد در زیر آورده شده‌است.

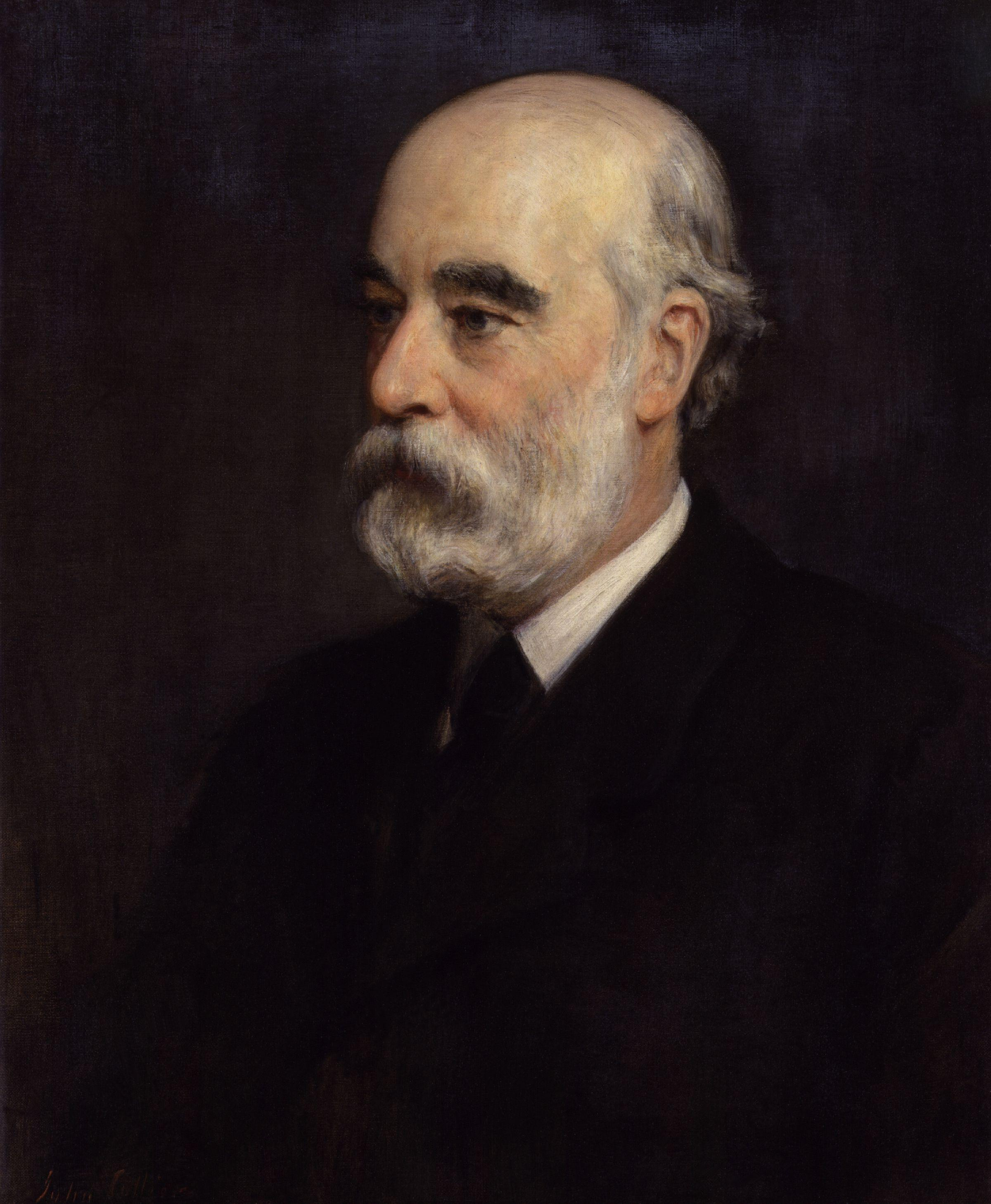
جورج موری اسمیت DNB ایده دی.ان. بی را در سر پروراند و بودجه آن را تأمین کرد و تا قبل از مرگش در ۱۹۰۱ آن را منتشر کرد.